# Sepia acuminata
Sepia acuminata är en bläckfiskart som beskrevs av Smith 1916. Sepia acuminata ingår i släktet Sepia och familjen Sepiidae. IUCN kategoriserar arten globalt som otillräckligt studerad. Inga underarter finns listade i Catalogue of Life.